# Onager

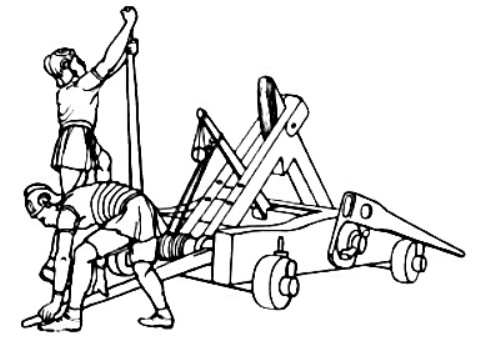
Skiss av en romersk onager.

Onager (latin för "vild åsna") är en enkel variant av katapult (torsionstyp) som användes under den sena antiken, bland annat i Mesopotamien.